# C.C. DeVille

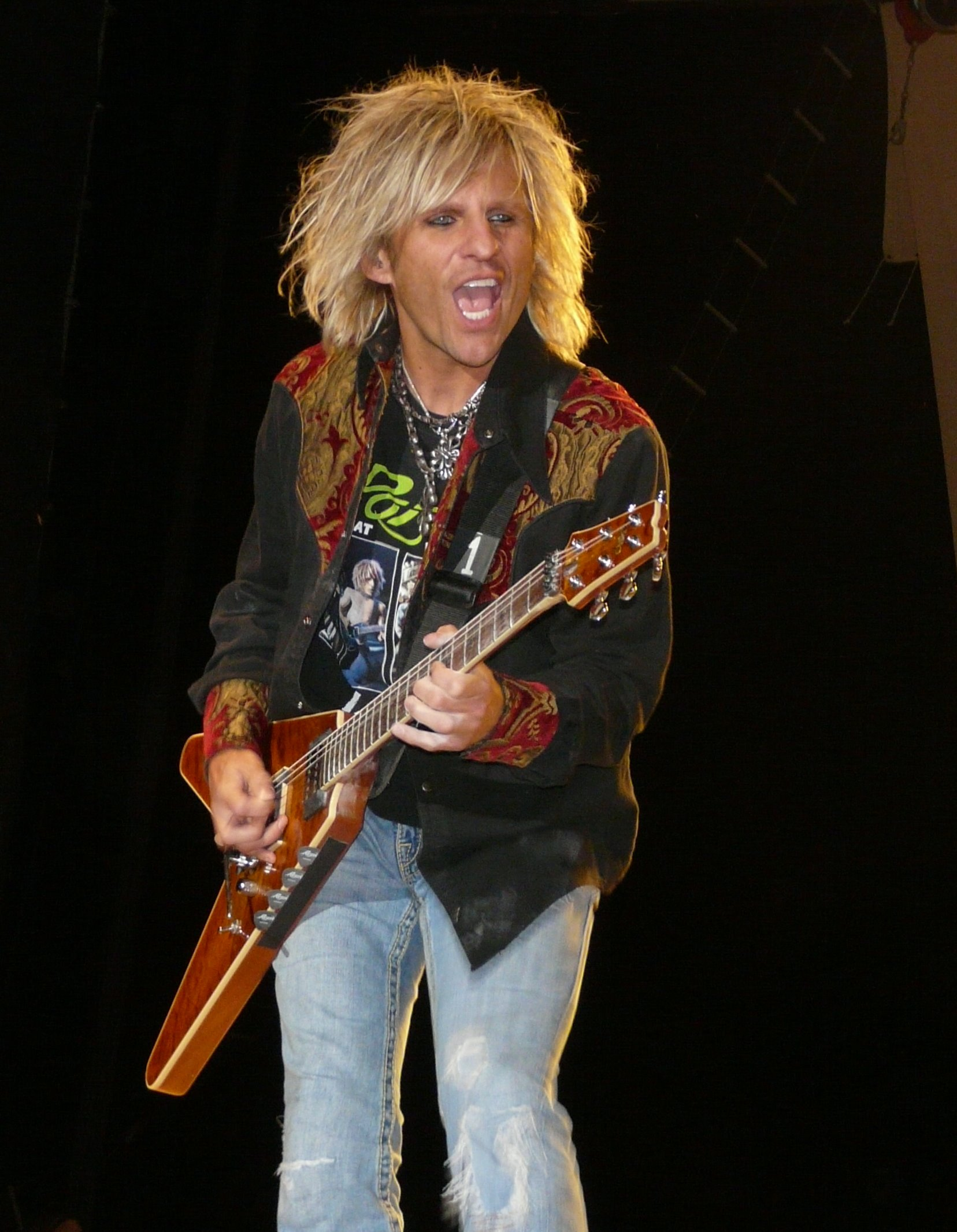
C.C. DeVille

Bruce Anthony Johannesson, beter bekend als C.C. DeVille (Brooklyn, New York, 14 mei 1962) is gitarist van de Amerikaanse glam metalband Poison.

## Jeugdjaren
DeVille begon gitaar te spelen op zijn vijfde nadat hij een Japanse kopie van de Fender Telecaster ter waarde van 27 dollar cadeau had gekregen. Door zijn groeiende liefde voor muziek begon hij te luisteren naar artiesten zoals Led Zeppelin, The Rolling Stones, David Bowie, Aerosmith, Van Halen, Cheap Trick en Queen.

## Muziekcarrière

### Voor Poison
Op 18-jarige leeftijd richtte DeVille de band Lace op in New York, dat een "glam"-imago aangemeten kreeg. Het was in deze periode dat hij begon te schrijven aan het nummer "Talk Dirty To Me", dat later zou verschijnen op het eerste album van Poison, Look What the Cat Dragged In.
DeVille begon muziektheorie te studeren aan de New York University, maar hij slaagde er niet in zijn studies te beëindigen. Hij verhuisde daarentegen in 1981 naar Los Angeles in Californië en speelde daar in verschillende bands, onder meer Screaming Mimi, Lace Slip, ST James en Roxx Regime (dat later de naam Stryper zou aannemen), voordat hij audities deed voor Poison.

### Poison
Voor het hoofdartikel, zie Poison.
DeVilles auditie maakte indruk op drummer Rikki Rockett en basgitarist Bobby Dall, maar ergerde zanger Bret Michaels. DeVille weigerde de opgelegde songs te spelen die hem ter voorbereiding gegeven waren, maar speelde daarentegen een gitaarriff die hij zelf geschreven had. De riff, die uiteindelijk zou gebruikt worden in de single "Talk Dirty To Me", zou uiteindelijk de band lanceren. Slash, die later bij Guns N' Roses zou gaan spelen, deed ook auditie, maar trok zich terug voor DeVilles auditie, aanhalend dat Poisons muziek niet echt zijn stijl was nadat Rikki Rockett suggereerde dat hij make-up moest dragen en zijn kledingstijl wijzigen.

### Soloprojecten
In 2007 bracht DeVille ook een soloalbum uit, Samantha 7.
Leden: Bret Michaels · C.C. DeVille · Bobby Dall · Rikki Rockett

Ex-leden: Blues Saraceno · Richie Kotzen · Matt Smith

Studioalbums: Look What the Cat Dragged In · Open up and say... ahh! · Flesh & Blood · Native Tongue · Crack a Smile... and More! · Power to the People · Hollyweird · Poison'd!

Compilaties: Poison's Greatest Hits: 1986-1996 · Poison - Rock Champions · Best of Ballads & Blues · Rock Breakout Years: 1987 · The Best of Poison: 20 Years of Rock · Great Big Hits: Live Bootleg

Livealbums: Swallow This Live · Seven days live
- Library of Congress Control Number: n90705483
- MusicBrainz: 89f589f9-b4f4-40c7-86af-f4edb8a68877
- Virtual International Authority File: 33626938
- WorldCat: E39PBJth4yxB3XMhPw4TjCBMfq